# Tephritis triangula
Tephritis triangula är en tvåvingeart som beskrevs av Ito 1952. Tephritis triangula ingår i släktet Tephritis och familjen borrflugor. Inga underarter finns listade i Catalogue of Life.